# Wałerij Szewluk
Wałerij Mykołajowycz Szewluk, ukr. Валерій Миколайович Шевлюк, ros. Валерий Николаевич Шевлюк, Walerij Nikołajewicz Sziewluk (ur. 26 września 1948 w Stalino, Ukraińska SRR, zm. 9 lipca 2015 w Doniecku, Ukraina) – ukraiński piłkarz, grający na pozycji pomocnika lub napastnika.

## Kariera piłkarska
Wychowanek Szkoły Sportowej Szachtar Donieck. W 1966 rozpoczął karierę piłkarską w klubie Szachtar Donieck. W latach 1968–1969 bronił barw Azowca Żdanow, po czym powrócił do Szachtara. Od 1972 do 1972 służył w wojskowym klubie SK Czernihów. Po zwolnieniu z wojska ponownie wrócił do donieckiego klubu. W 1978 przeszedł do Zorii Woroszyłowgrad, w którym zakończył karierę piłkarza w roku 1981.
9 lipca 2015 zmarł po ciężkiej chorobie w Doniecku w wieku 67 lat.